# 허먼 멜빌
허먼 멜빌(Herman Melville, 1819년 8월 1일 ~ 1891년 9월 28일)은 미국의 소설가이자, 수필가이며 시인이다.
살아 있는 동안에는 그의 초기 소설들인 South Seas adventures에 대한 인기는 많았지만, 후기작들에 대한 평가는 좋지 않았고 세상을 떠날 즈음에는 거의 세상에서 잊혀졌지만, 그의 최고 걸작인 《백경》(모비 딕)이 사후 수년이 흐른 후 "재발견"되어, 현재 그는 미국 문학에서 매우 중요한 인물로 존중받고 있다.
작품으로는 《피에르, 혹은 모호함》,《빌리 버드》, 《타이피》, 《오무》, 《마디》, 《흰 재킷》 등이 있다.

## 생애
허먼 멜빌은 1819년 8월 1일 앨란과 마리아 갱스부르 멜빌(Allan and Maria Gansevoort Melville) 사이의 셋째 아들로 뉴욕에서 태어났으며 그 곳에서 유년 시절을 보냈다. 할아버지인 토마스 멜빌 소령은 보스턴 차 사건에 참여했던 인물이다. 그리고 외할아버지 피터 갱스부르(Peter Gansevoort) 장군은 제임스 페니모어 쿠퍼(James Fenimore Cooper)와 친했으며 1777년에 스탠윅스 요새를 방어한 인물이다.
아버지가 어린 멜빌을 다소 발달이 느린 아이로 묘사한 바 있듯이, 멜빌은 성홍열로 인해 쇠약해졌고, 그 병으로 인해 시력도 영구적으로 나빠졌다. 멜빌 집안은 직물(French dry goods) 수입 관련 사업을 하고 있었으나 1830년에 파산했으며, 그 뒤에 가족은 뉴욕주 올버니로 이사갔다. 거기에서 허먼은 올버니 아카데미에 입학했다. 그 전에는 뉴욕 맨해튼의 콜롬비아 중·고등학교를 다니고 있었다.
아버지가 1832년 세상을 떠난 이후, 8명의 아이들을 포함한 가족 모두는 허드슨강이 있는 뉴욕주의 랜싱버그로 이사 갔다. 허먼과 그의 형제인 갱스부르는 가족의 생계를 돕기 위해 일을 해야만 했다. 그 곳에서 허먼은 1835년까지 있었고, 올버니 고전학교(Albany Classical School)을 몇 달 동안 다닌 적이 있다.
멜빌의 방랑 기질과 가족의 생계를 스스로 도와야겠다는 소망 때문에, 그는 에리 운하에서 측량사 일을 찾고자 했다. 그러나 이 노력은 수포로 돌아갔고, 대신 그의 형이 도움을 주어 리버풀로 가는 뉴욕 여객선의 선실 승무원 일을 구할 수 있었다. 그는 그 배로 항해하여 런던까지 갔다가 같은 배로 돌아왔다. 이 때 경험을 바탕으로 1849년 소설 《레드번》(원제: Redburn: His First Voyage)을 출판했다.
이후 멜빌은 1837년부터 1840년까지 3년간 학교 교사로 지내면서 성공적인 좋은 때를 보냈다.
그 후 멜빌은 리처드 헨리 데이나(Richard Henry Dana)의 《최후의 지옥선》(원제: Two Years Before the Mast)을 읽고서 모험 정신이 되살아났다. 그 책은 1840년 출간했으며, 그 즉시 인기를 얻었다. 멜빌도 그 시기에 그 책을 접했음이 틀림 없고, 그로 인해 선원이 되는 경험을 하고픈 마음을 키워갔다.
1840년, 그는 태평양으로 가는 포경선을 타고 이듬해부터 태평양을 항해하였다. 후에 멜빌은 그의 인생은 이 시점에서 시작되었다고 언급한 바 있다(열여덟 달 간의 여행을 통해 그는 《모비 딕》을 쓰게 된다). 혹독한 환경에 염증을 느낀 그는 1842년 7월 9일에 마라케스 제도의 누크히바에서 도망쳐 원주민 부족인 타이피족들과 만났다. 8월에 오스트레일리아 포경선 루시안 호에 구조되었지만 타히티 섬에서 승조원 폭행 사건에 말려들어 영국 영사관에 체포되었다. 10월에 다시 도망친 멜빌은 에이메오 섬으로 달아나 숨었다. 이 파란만장한 항해는 11월, 미국 포경선에 구조되어 이듬해 1843년 4월 하와이에 닿을 때까지 이어졌고, 이 18개월의 항해와 탈주, 체포의 과정은 그 뒤 그의 저작에 큰 영향을 주었다.
1843년 8월에 호놀룰루에 있던 멜빌은 미국 해군의 수병으로 채용되어 이듬해 1844년에 린딘버그로 돌아왔다. 그가 없는 동안 집안의 생계도 나아져 형제들도 독립했다. 삶에 여유가 생긴 멜빌은 글쓰기에 다시 몰두해 당시 유행하던 해양소설에 손을 댔고 마라케스 제도에서의 삶을 바탕으로 1845년 7월, 첫 번째 작품인 《타이피 족》(Typee)를 써낸다. 이는 원주민 여인과의 불륜적인 사랑을 포함하고 있다.
1850년 8월, 존경하던 선배 문호 나다니엘 호손과 만났다. 그는 모비딕에 호손에게 이 책을 받친다는 헌정사를 넣었다. 멜빌은 이듬해 《모비딕》을 발표하는 등 정력적인 창작활동을 계속했지만, 그의 작품은 좋은 평가를 받지 못했고 문인으로 이름도 얻지 못했다. 멜빌은 외국 영사나 해군직을 구하러 돌아다니는 등 생활에 쫓기면서도 틈틈이 소설이나 시를 발표하였고, 남북전쟁 때 견문록 《전쟁물과 전쟁의 양상》(원제 : Battle Pieces and Aspects of the War)을 남겼다.

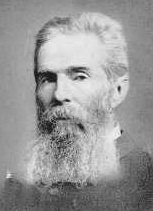
노년의 허먼 멜빌

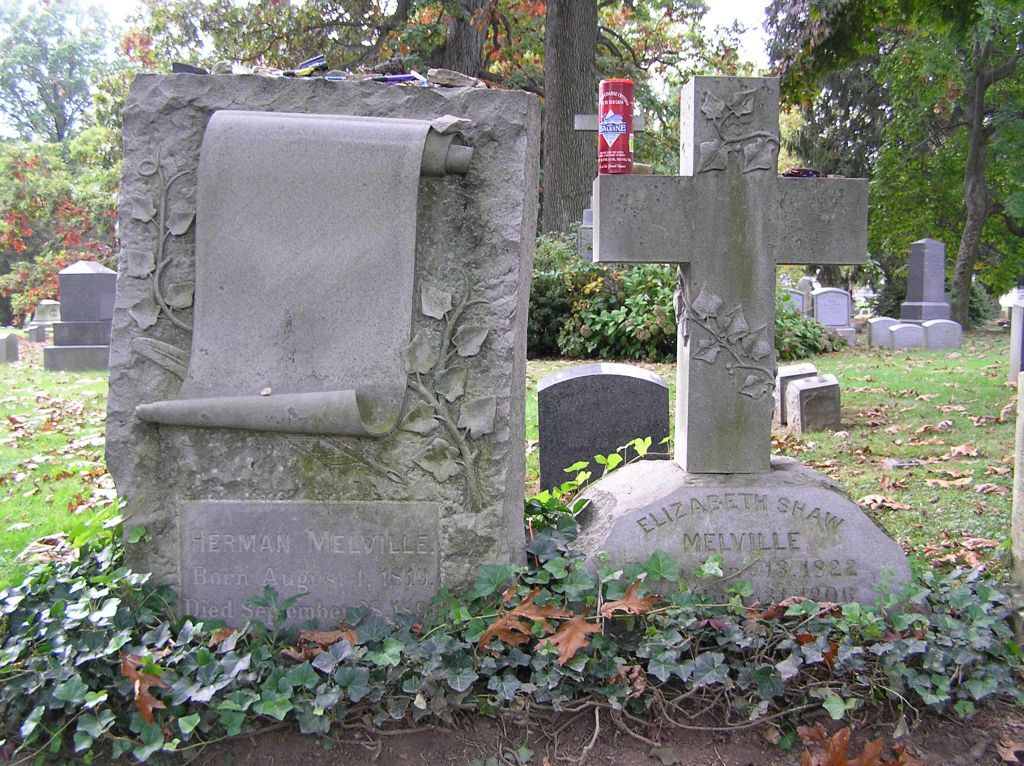
허먼 멜빌과 아내의 무덤

1866년 12월, 다시 뉴욕 세관의 검사계 일을 얻었고 네 명의 자식을 두었으나, 맏아들 말콤이 권총자살하고, 자택이 화재로 소실되고, 둘째 아들 스탠웍스가 집을 나가버리는(그는 2년 뒤 샌프란시스코에서 객사하였다) 등의 불행을 겪었다. 그의 걸작이 될 《빌리 버드》를 완성한 1891년에 확장성 심근병증으로 인한 심장 발작으로 사망하였다.
난해한 작풍 탓에 일부 매니아를 제외하면 그의 작품을 눈여겨본 사람은 없었다. 그러나 그가 죽고 30년이 지난 뒤인 1921년에 멜빌의 작품은 재평가되기 시작했다. 이 해에 레이몬드 위버가 쓴 《허먼 멜빌 - 뱃사람 그리고 신비주의자》가 발표되었고, 멜빌에 대한 재평가에는 불이 붙어 『멜빌 저작집』(전16권)이 간행되고, 『모비딕』의 영화화(그레고리 펙 주연) 등이 이루어졌다. 멜빌이 살아있을 때에는 생각도 못했던 것으로 이후 멜빌은 미국을 대표하는 문학인으로써 세계에 알려져 있다. 서머셋 몸은 세계의 10대 소설의 하나로 허먼 멜빌의 『모비딕』을 꼽았다.

## 주요 작품
- 《타이피》 "Typee", 1846년
- 《오무》 "Omoo", 1847년
- 《마르디》 "Mardi and a Voyage Thither", 1849년
- 《레드번》"Redburn, His First Voyage", 1849년
- 《하얀 자켓》 "White-Jacket", 1850년
- 《모비딕》 "Moby-Dick", 1851년
- 《피에르》 "Pierre or the Ambiguities", 1852년
- 《필경사 바틀비》 "Bartleby the Scrivener", 1853년
- 《베니토 세레노》 "Benito Cereno" , 1855년
- 《이스라엘 포터》"Israel Potter", 1855년
- 《단편집》"The Piazza Tales" 1856년
- 《사기술사》"The Confidence-Man", 1857년
- 《빌리 버드》"Billy Budd", 1891년

## 같이 보기
- 모비딕
- 필경사 바틀비